# 1915
1915 (MCMXV) fue un año común comenzado en viernes según el calendario gregoriano.

## Acontecimientos

### Enero
- 1 de enero: frente a las costas de Lyme Regis (Inglaterra) ―en el marco de la Primera Guerra Mundial―, un submarino alemán hunde al acorazado británico HMS Formidable (1898). Mueren 547 tripulantes.
- 3 de enero: en Argentina se funda Club Atlético Lanús
- 6 de enero: en Inglaterra el río Támesis inunda toda la región.
- 12 de enero: 
  - En los Estados Unidos, la Cámara de Representantes rechaza una propuesta para darles a las mujeres el derecho a votar (sufragio femenino).
  - En los Estados Unidos se estrena la película A Fool There Was ―protagonizada por Theda Bara como una femme fatale; rápidamente ella se convierte en una de las más grandes estrellas de cine.
- 13 de enero: en Italia, un terremoto de 6,7 destruye por completo la ciudad de Avezzano y provoca la muerte de 30.000 personas.
- 16 de enero: Roque González Garza asume la presidencia de México como su cuadragesimotercer presidente.
- 19 de enero: 
  - En Inglaterra, zepelines alemanes bombardean por primera vez; mueren 20 personas en los pueblos costeros de Great Yarmouth y King's Lynn.
  - Georges Claude patenta el tubo de neón para uso en propagandas comerciales.
- 25 de enero: en los Estados Unidos, Alexander Graham Bell (en Nueva York) y su asistente Thomas A. Watson (en San Francisco) ―gracias al recién inventado amplificador de tubo de vacío― inauguran las llamadas telefónicas de costa a costa.
- 26 de enero: en los Estados Unidos, una ley del Congreso establece el parque nacional de las Montañas Rocosas.
- 31 de enero: al oeste de Varsovia (Polonia), el Imperio alemán y el Imperio ruso libran la batalla de Bolimov. Los alemanes realizan por primera vez un ataque con armas químicas: disparan 18 000 obuses de artillería llenos de bromuro de xililo líquido (conocido como t-stoff) sobre las posiciones rusas en el río Rawka. En lugar de vaporizarse, el gas venenoso se congela, fallando estrepitosamente. En la batalla los rusos perdieron 40 000 soldados en un solo día.
- En enero, en España se crea el primer censo de la lepra.

### Febrero
- En febrero no hubo luna llena, ya que en enero de ese mismo año hubo dos lunas llenas, los días 1 y 31, y la siguiente fue el 1 de marzo.
- 1 de febrero: en el marco de la Primera Guerra Mundial un submarino alemán torpedea cuatro buques mercantes británicos.
- 3 de febrero: 
  - El Congreso español aprueba el proyecto de ley de bases navales.
  - En París se celebra la conferencia de los ministros de Finanzas aliados.
- 4 de febrero: ejecución de los serbios condenados por el atentado de Sarajevo contra el archiduque de Austria Francisco Fernando.
- 5 de febrero: en México, Pancho Villa asume plenos poderes militares y civiles.
- 6 de febrero: en Santander (norte de España), el buque Alfonso XIII, que transportaba un importante cargamento de café cubano, se hunde frente al puerto.
- 8 de febrero: en Los Ángeles (Estados Unidos) se estrena la controvertida película El nacimiento de una nación, de contenido racista ―Estados Unidos estuvo bajo los efectos de apartheid hasta 1967―, dirigida por D. W. Griffith. Será la película más taquillera hasta 1940.
- 9 de febrero: durante la Primera Guerra Mundial se cierra el Canal de Suez a los barcos neutrales.
- 10 de febrero: 
  - En la Primera Guerra Mundial, la ración diaria en Alemania de pan por persona es de 225 g.
  - Estados Unidos declara que todo ataque a un barco estadounidense será considerado como un atentado a su neutralidad.
- 19 de febrero: en la Primera Guerra Mundial comienza la batalla de Galípoli.
- 20 de febrero: en San Francisco (California) se inaugura la Exposición Universal, con la participación de 45 países (incluidos los beligerantes).
- 21 de febrero: el general mexicano Carranza ordena la detención de muchos sacerdotes nacionales y extranjeros; estos últimos reciben la orden de abandonar el país.
- 23 de febrero: tropas británicas ocupan el África Sudoccidental alemana, en el transcurso de la Primera Guerra Mundial.

### Marzo
- 1 de marzo: en Inglaterra se forma un batallón de mujeres.
- 3 de marzo: en los Estados Unidos se crea el NACA (National Advisory Committee for Aeronautics). Se trata de la organización predecesora de la agencia espacial estadounidense, NASA.
- 14 de marzo: cerca de la isla Más a Tierra (Chile), las fuerzas de la Marina Real británica británica obliga a huir al crucero ligero alemán SMS Dresden (último sobreviviente del Escuadrón de Asia Oriental).
- 18 de marzo: en el estrecho de los Dardanelos falla un ataque británico.
- 19 de marzo: el planeta Plutón es fotografiado por primera vez, pero todavía no se clasifica como planeta.
- 23 de marzo: 
  - En España se decreta la creación de la Universidad de Murcia.
  - La ciudad polaca de Przemyśl capitula y los rusos hacen 120 000 prisioneros.
- 25 de marzo: 
  - En Hawái se hunde el submarino estadounidense F-4; mueren 21 personas.
  - En la Villa de Altura (España) aflora el Manantial del Berro.
- 27 de marzo: María Tifoidea (1869-1938) es puesta en cuarentena de por vida. Fue la primera persona en los Estados Unidos identificada como un portador asintomático de fiebre tifoidea. Era cocinera, y cuando contagiaba a una familia, inmediatamente cambiaba de trabajo. Se cree que puede haber matado de 3 a 50 personas.
- Marzo: en Palestina se produce una infestación de langostas, que durará hasta octubre. Todo hombre de 15 a 60 años tenía la obligación de recolectar 20 kg de huevos de langosta o pagar una multa de 4,40 libras esterlinas.

### Abril
- 6 de abril: en Guanajuato (México), en el marco de la Revolución mexicana, el ejército del general Pancho Villa, con más de 30 000 hombres, es derrotado por las fuerzas constitucionalistas del general Álvaro Obregón durante la batalla de Celaya. Los sangrientos hechos culminaron el 16 de abril con más de 5000 hombres muertos en combate o por heridas graves.
- 7 de abril: Francia y Alemania no envían representantes a la Conferencia Internacional de la Juventud Socialista celebrada en Berna.
- 11 de abril: en los Estados Unidos se estrena la película The Tramp, de Charlie Chaplin.
- 22 de abril: comienza la segunda batalla de Ypres. Los alemanes utilizan por primera vez gas venenoso a gran escala.
- 24 de abril: en Turquía comienza el genocidio armenio, perpetrado por el Estado turco con la detención de diversos intelectuales y políticos armenios en Estambul.[1]
- 25 de abril: da comienzo la batalla de Galípoli, que durará hasta enero de 1916.
- 26 de abril: Italia firma el Tratado de Londres de los Aliados.

### Mayo
- 7 de mayo: el submarino alemán U-20 hunde el Lusitania, que viajaba de Nueva York (Estados Unidos) a Liverpool (Reino Unido). Mueren 1198 personas.
- 9 de mayo: los alemanes y los franceses libran la segunda batalla de Artois.
- 10 de mayo: en El Salvador se funda el periódico La Prensa Gráfica.
- 22 de mayo: en Escocia (Reino Unido) chocan y se incendian dos trenes; mueren 226 personas, la mayor parte soldados.
- 23 de mayo: Italia declara la guerra al Imperio austrohúngaro.
- 24 de mayo: el Reino de Italia se une a los aliados, después de firmar el secreto Tratado de Londres (1915).

### Junio
- 7 de junio: por decreto legislativo se oficializa el nombre de «República de El Salvador» en sustitución de «República del Salvador».
- 10 de junio: Francisco Lagos Cházaro asume la presidencia de México como su cuadragesimocuarto presidente.
- 22 de junio: dos terremotos de 6,2 sacuden El Centro (California), dejando seis muertos.
- 29 de junio: Fundación del equipo ABC Futebol Clube, en la ciudad brasileña de Natal.

### Julio
- 14 de julio: 
  - Fundación del equipo América Futebol Clube (RN), en la ciudad brasileña de Natal.
  - Comenzó la correspondencia Husayn-McMahon entre Husayn ibn Ali (jerife de La Meca) y el oficial británico Henry McMahon sobre la rebelión árabe contra el Imperio otomano.
- 18 de julio: 
  - Se produce la segunda ofensiva italiana del Isonzo, para conquistar Istria.
  - En Italia entra en vigor el permiso militar de una semana por turnos.

### Agosto
- 6 de agosto: a 240 km al noreste de Varsovia (Polonia), el ejército alemán ataca con armas químicas a los 70 soldados rusos que se encontraban dentro de la fortaleza de Osovets. Cuando los 2000 alemanes ingresaron a la fortaleza (creyendo que los rusos estarían muertos), los rusos (con las ropas ensangrentadas por el efecto del veneno) contratacaron, llenando de pánico a los alemanes. La batalla fue conocida como «el ataque de los muertos». No hubo un claro ganador entre los dos bandos.[2]
- 8 de agosto: el submarino británico HMS E-11, hunde al acorazado turco Barbaros Hayreddin, con la pérdida de 253 vidas.
- 31 de agosto: Alemania y Austria dividen Polonia en dos distritos: Varsovia para Alemania y Kielce para los austriacos.

### Septiembre
- 12 de septiembre: en las costas del océano Pacífico, en Guatemala, un grupo de obreros encuentran 16 ballenas muertas.
- 23 de septiembre: Un terremoto de 6,2 sacude la ciudad de Asmara, en Eritrea, causando pánico entre la población y daños menores.
- 25 de septiembre: inicio de la batalla de Loos.
- 28 de septiembre: fin de batalla de Loos.
- 30 de septiembre: última publicación de La Gazette.

### Octubre
- 2 de octubre: en el estado de Nevada se registra un terremoto de 6,8.
- 5 de octubre: Bulgaria entrada a la guerra con el bando de los imperios centrales (Alemania y Austria-Hungría).
- 6 de octubre: en Perú, en Callao se funda el distrito de Bellavista
- 30 de octubre: en Francia, Aristide Briand ocupa el cargo de primer ministro.
- Pacto secreto de Londres y Conferencia de Chantilly.

### Noviembre
- 15 de noviembre: creación del himno nacional de la República de Honduras.

### Diciembre
- 1 de diciembre: Albert Einstein publica la teoría general de la relatividad.

## Arte y literatura
- Mariano Azuela: Los de abajo.
- Marc Chagall: El cumpleaños.
- Arthur Conan Doyle: El valle del terror.
- Joseph Conrad: Victoria.
- T. S. Eliot: Canción de amor de J. Alfred Prufrock.
- Franz Kafka: La metamorfosis.
- John McCrae: In Flanders Fields.
- Amado Nervo: En paz.
- Dorothy Richardson: Pointed roofs.
- Virginia Woolf: Fin de viaje.

## Ciencia y tecnología
- 19 de marzo: Plutón es fotografiado por primera vez, aunque todavía no está reconocido como planeta.
- Los alemanes emplean por primera vez gases de cloro (guerra química).
- E. Dacque: Método de paleogeografía.
- Max Scheler: El formalismo en la ética y La ética de los valores materiales.
- Sigmund Freud: Metapsicología.
- Albert Einstein presenta la teoría de la relatividad general, en la que reformuló por completo el concepto de gravedad.

## Deporte
- 3 de enero: en Argentina se funda el Club Atlético Lanús.
- 26 de diciembre: el Club de Gimnasia y Esgrima La Plata logra el ascenso a la Primera División de la Asociación Amateur de Football.
- Campeonato Uruguayo de Fútbol: Nacional se consagra campeón por cuarta vez.
- Liga peruana de fútbol: en Arequipa se funda el club FBC Melgar.

## Cine
- Cecil B. DeMille: Carmen.
- David Wark Griffith:  El nacimiento de una nación.

## Música
- Manuel de Falla: El amor brujo.

### Estrenos destacados
- 8 de diciembre: en Helsinki, Jean Sibelius estrena su Sinfonía n.º 5, en mi bemol mayor, opus 82 (en versión original).

## Nacimientos
- José Suárez Carreño, escritor mexicano (f. 2002).

### Enero
- 5 de enero: Arthur H. Robinson, cartógrafo canadiense (f. 2004).
- 6 de enero: Alan Watts, filósofo y escritor británico (f. 1973).
- 7 de enero: Chano Pozo, músico cubano (f. 1948).
- 9 de enero: Fernando Lamas, actor y cineasta argentino (f. 1982).
- 11 de enero: Robert Mayne, teniente coronel, activista y cofundador del SAS (f. 1955).
- 18 de enero: Santiago Carrillo, político comunista español (f. 2012).
- 19 de enero: Steno, cineasta italiano (f. 1988).
- 28 de enero: Susana March, escritora española principalmente de poesía y novelas rosas (f. 1990).
- 29 de enero: 
  - Jaime de Nevares, religioso argentino (f. 1995).
  - John Serry Sr., acordeonista, organista, compositor, italo-estadounidense (f. 2003)
- 30 de enero: David Galván Bermúdez, sacerdote mexicano, mártir de la Guerra Cristera (n. 1881).

### Febrero
- 2 de febrero: José J. Veiga, escritor y periodista brasileño (f. 1999).
- 5 de febrero: Gabriel Vargas Bernal, historietista mexicano (f. 2010).
- 6 de febrero: León Benarós, poeta e historiador argentino (f. 2012).
- 7 de febrero: Teoctist Arăpaşu, patriarca de la iglesia ortodoxa rumana desde 1986 (f. 2007).
- 11 de febrero: José Agustín Catalá, periodista y escritor venezolano. (f. 2011)
- 23 de febrero: Jorge Cepernic, político argentino (f. 2010).
- 23 de febrero: Giovanni Fornasini, sacerdote italiano (f. 1944).
- 27 de febrero: Leopoldo Castedo, historiador español nacionalizado chileno (f. 1999).
- 28 de febrero: Zero Mostel, actor y humorista teatral y cinematográfico estadounidense (f. 1977).

### Marzo
- 11 de marzo: Alejandro Carrión, poeta, novelista y periodista ecuatoriano (f. 1992).
- 17 de marzo: Manuel Sánchez Vite, político mexicano (f. 1994).
- 19 de marzo: Patricia Morison, actriz estadounidense (f. 2018).
- 20 de marzo: Sviatoslav Richter, pianista soviético (f. 1997).
- 23 de marzo: Vasili Záitsev, francotirador soviético (f. 1991).
- 30 de marzo: Arsenio Erico, futbolista paraguayo (f. 1977)

### Abril
- 6 de abril: Tadeusz Kantor, cineasta, pintor y diseñador polaco (f. 1990).
- 7 de abril: Billie Holiday, cantante estadounidense (f. 1959).
- 9 de abril: 
  - Luis Puig, dirigente deportivo español (f. 1990).
  - Magdalena Sánchez, cantante folclórica venezolana (f. 2005).
- 20 de abril: Aurora Miranda, actriz y cantante brasileña (f. 2005).
- 24 de abril: Salvador Borrego, escritor y periodista mexicano (f. 2018).
- 26 de abril: Carlos Eduardo Paniagua España, diplomático guatemalteco (f. 1988).

### Mayo
- 6 de mayo: Orson Welles, actor y cineasta estadounidense (f. 1985).
- 8 de mayo: Laura García Corella, escritora española (f. 2003).
- 15 de mayo: Iván Korolkov, militar soviético y Héroe de la Unión Soviética (f. 1973)
- 16 de mayo: Mario Monicelli, cineasta y guionista italiano (f. 2010).
- 20 de mayo: Moshé Dayán, militar y líder político israelí (f. 1981).

### Junio
- 9 de junio: Les Paul, guitarrista estadounidense (f. 2009).
- 10 de junio: Saul Bellow, novelista canadiense-estadounidense (f. 2005).
- 12 de junio: David Rockefeller, banquero estadounidense (f. 2017).
- 15 de junio: Thomas H. Weller, científico estadounidense, premio nobel de medicina o fisiología en 1954 (f. 2008).
- 22 de junio: Walter Masing, físico alemán (f. 2004).
- 26 de junio: George Haigh, jugador y entrenador de fútbol inglés (f. 2019).
- 24 de junio: sir Fred Hoyle, astrofísico y escritor británico (f. 2001).

### Julio
- 2 de julioː Maruja Venegas Salinas, maestra y locutora peruana (f. 2015).
- 15 de julio: Alicia Zubasnabar de De la Cuadra, activista de derechos humanos argentina (f. 2008).
- 27 de julio: Mario del Monaco, tenor italiano (f. 1982).
- 31 de julio: Simón Sánchez Montero, político español (f. 2006).

### Agosto
- 1 de agosto: Francisco Contreras Ballesteros, militar mexicano (n. 1873).
- 4 de agosto: Domingo Mania, actor argentino (f. 1981).
- 8 de agosto: María Rostworowski, historiadora e investigadora peruana (f. 2016).
- 29 de agosto: Ingrid Bergman, actriz sueca (f. 1982).
- 31 de agosto: Víctor Pey, ingeniero, profesor y empresario español chileno (f. 2018).

### Septiembre
- 7 de septiembre: Luisa-María Linares, escritora española (f. 1986).
- 10 de septiembre: Edmond O'Brien, actor estadounidense (f. 1985).
- 18 de septiembre: Eduardo Boza Masvidal, religioso cubano (f. 2003).
- 19 de septiembre: Germán Valdés, actor mexicano (f. 1973).
- 21 de septiembre: Josef Oberhauser, militar nazi alemán (f. 1979).
- 22 de septiembre: Amílcar Vasconcellos, político uruguayo (f. 1999).

### Octubre
- 1 de octubre: Jerome Bruner, psicólogo estadounidense (f. 2016).
- 3 de octubre: Ben Molar, compositor y productor musical argentino (f. 2015).
- 4 de octubre: Silvina Bullrich, escritora argentina (f. 1990).
- 8 de octubre: María Telo Núñez, jurista y feminista española (f. 2014)
- 15 de octubre: 
  - Carl Szokoll, resistente austriaco en la Segunda Guerra Mundial (f. 2004).
  - Marisa Villardefrancos, escritora española (f. 1975).
- 17 de octubre: Arthur Miller, dramaturgo estadounidense (f. 2005).
- 24 de octubre: Bob Kane, historietista estadounidense (f. 1998).

### Noviembre
- 3 de noviembre: José Ricardo Morales, dramaturgo y ensayista español (f. 2016).
- 12 de noviembre: Roland Barthes, crítico francés (f. 1980).
- 15 de noviembre: 
  - Billo Frómeta, Músico Dominicano y fundador de los Billo's Caracas Boys (f. 1988)
  - David Stirling, aristócrata, activista y fundador del SAS (f. 1990).
- 25 de noviembre: Augusto Pinochet, militar y dictador chileno entre 1973 y 1990 (f. 2006).
- 27 de noviembre: Adonias Filho, escritor brasileño (f. 1990).

### Diciembre
- 7 de diciembre: Eli Wallach, actor estadounidense (f. 2014).
- 9 de diciembre: Elisabeth Schwarzkopf, soprano anglo-alemana (f. 2006).
- 12 de diciembre: 
  - Carlos Humberto Perette, político argentino (f. 1992).
  - Frank Sinatra, cantante y actor estadounidense (f. 1998).
- 13 de diciembre: B. J. Vorster, político sudafricano (f. 1983).
- 19 de diciembre: Edith Piaf, cantante francesa (f. 1963).
- 22 de diciembre: 
  - José Antonio Nieves Conde, cineasta español (f. 2006).
  - Nikos Beloyannis, Político Comunista Griego (f. 1952).
- 27 de diciembre: John Cornford, poeta británico (f. 1936).

### Fecha desconocida
- Orlando Cochia, autor teatral y radial argentino (f. 1967).
- Abel Santa Cruz, guionista y escritor argentino (f. 1995).

## Fallecimientos

### Enero
- 5 de enero: Nagakura Shinpachi, militar japonés (n. 1839).

### Febrero
- 10 de febrero: Albert Thys, empresario, militar y político belga (n. 1849).
- 17 de febrero: Francisco Giner de los Ríos, filósofo y pedagogo español (n. 1839).
- 24 de febrero: José María Campo Serrano, político y expresidente colombiano (n. 1832)
- 27 de febrero: Hans von Berlepsch, ornitólogo alemán (n. 1850).

### Marzo
- 1 de marzo: José Manuel Etxeita, escritor vasco
- 10 de marzo: Francisco de Paula Andrade Troconis, ingeniero venezolano (n. 1840).
- 13 de marzo: Serguéi Witte, político ruso (n. 1849).
- 21 de marzo: Frederick Taylor, ingeniero y economista estadounidense.
- 26 de marzo: Konstantín Vasílievich Ivanov, poeta y traductor chuvasio (n. 1890).

### Abril
- 23 de abril: Rupert Brooke, poeta británico.

### Mayo
- 2 de mayo: Clara Immerwahr, química alemana (n. 1870).

### Junio
- 15 de junio: Eugène Jansson, pintor sueco (n. 1862).
- 28 de junio: Guillermo Billinghurst, político, empresario, escritor y expresidente peruano (n. 1851)

### Julio
- 2 de julio: Porfirio Díaz, militar y político mexicano (n. 1830).[3]
- 9 de julio: Saturnino Calleja, editor español (n. 1853).
- 16 de julio: Ellen G. White, religiosa estadounidense, cofundadora de la Iglesia Adventista del Séptimo Día (n. 1827).

### Agosto
- 1 de agosto: Francisco Contreras Ballesteros, militar mexicano (n. 1873).
- 6 de agosto: Daniel Verugian, poeta armenio; asesinado (n. 1884).
- 8 de agosto: Miguel Ramos Carrión, periodista, dramaturgo y humorista español (n. 1848).
- 10 de agosto: Henry Moseley, físico y químico británico (n. 1887).
- 20 de agosto: Paul Ehrlich, bacteriólogo alemán, premio nobel de fisiología o medicina en 1908 (f. 1854).
- 29 de agosto: Flavianus Michael Malke, obispo católico turco arameo, víctima del genocidio armenio (n. 1858).

### Septiembre
- 17 de septiembre: Remy de Gourmont, novelista, periodista y crítico de arte francés (n. 1858).
- 28 de septiembre: Saitō Hajime, militar japonés, falleció bajo el nombre de Goro Fujita (n. 1844).

### Octubre
- 25 de octubre: Luis Guanella, sacerdote italiano.

### Noviembre
- 4 de noviembre: Tomás Meabe, político español, fundador de las Juventudes Socialistas (n. 1879).
- 14 de noviembre: Theodor Leschetizki, pianista y compositor polaco (n. 1830).
- Noviembre: Elisa Zamacois, soprano y actriz española (n. 1838).

### Diciembre
- 19 de diciembre: Alois Alzheimer, neurólogo alemán (n. 1864).

## Premios Nobel
- Física: William Henry Bragg y William Lawrence Bragg.
- Química: Richard Willstätter.
- Medicina: Destinado al Fondo Especial de esta sección del premio.
- Literatura: Romain Rolland.
- Paz: destinado al Fondo Especial de esta sección del premio.